# Nyssodrysilla vittata
Nyssodrysilla vittata là một loài bọ cánh cứng trong họ Cerambycidae.